# KU Gesundheitsmanagement

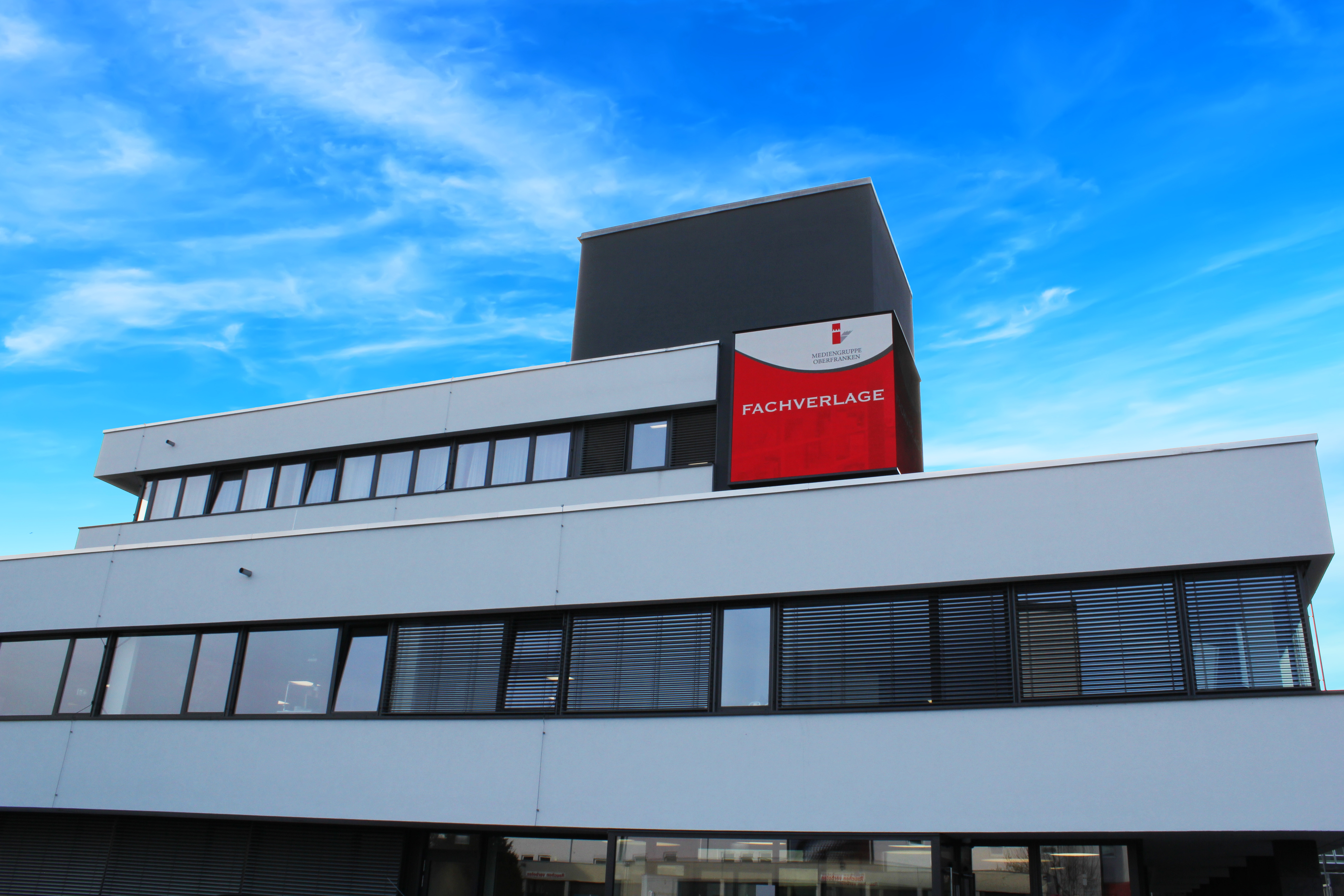
Sitz der MGO Fachverlage in der E.-C.-Baumann-Straße, Kulmbach

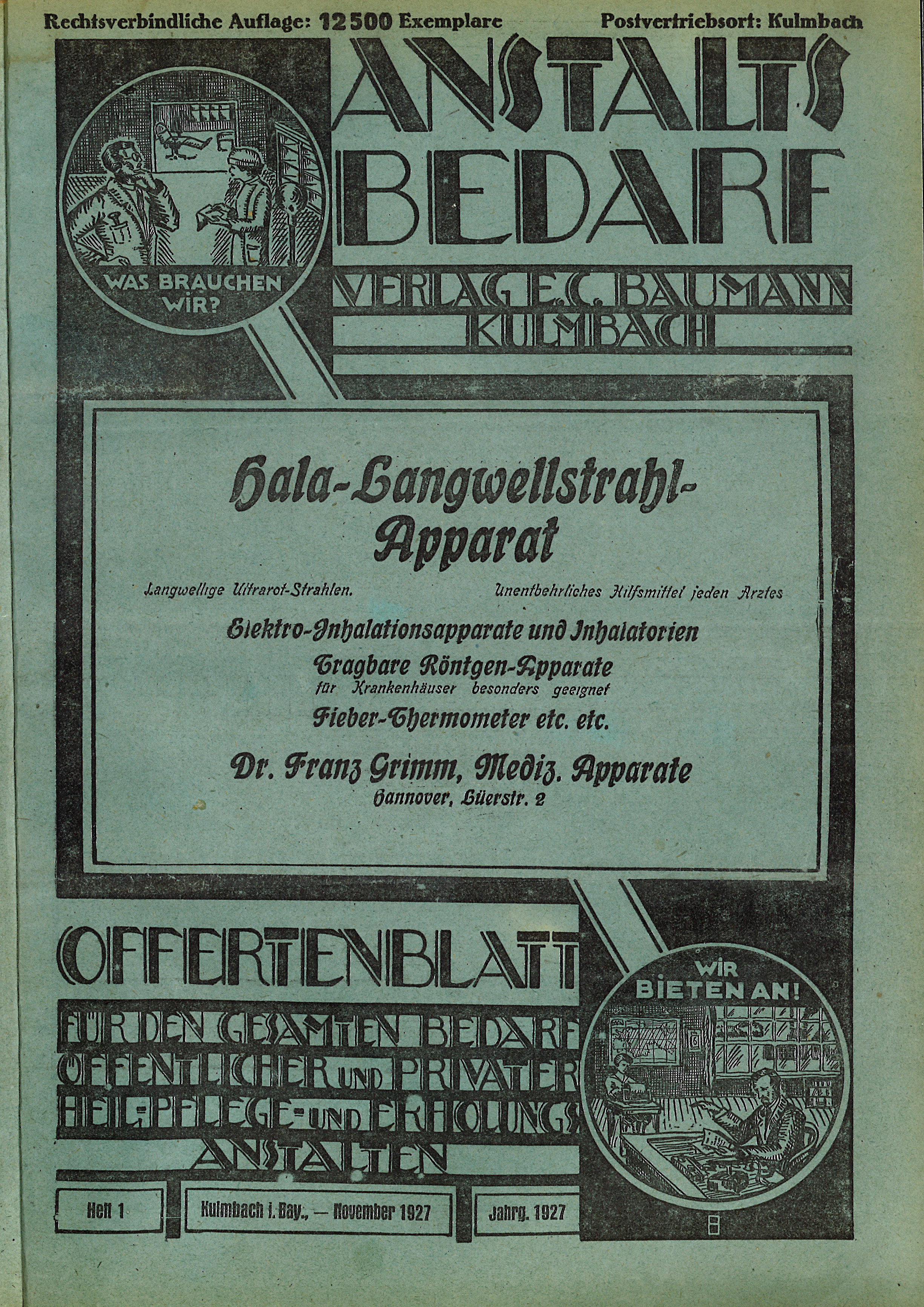
Erste Ausgabe der KU Gesundheitsmanagement von 1927 unter dem Namen „Anstalts-Bedarf - Offertenblatt für den gesamten Bedarf öffentlicher und privater Heil-Pflege- und Erholungsanstalten“

KU Gesundheitsmanagement – Das Fachmagazin ist eine interdisziplinär angelegte Fachzeitschrift für das Management von Gesundheitsunternehmen. KU steht als Akronym für den bis 2008 geführten Titel Krankenhaus-Umschau. Die Zeitschrift erscheint einmal monatlich und wird von MGO Fachverlage in Kulmbach herausgegeben. Sie dient dem Verband der Krankenhausdirektoren Deutschlands (VKD) und der Deutschen Gesellschaft für Medizincontrolling (DGfM) als offizielles Sprachrohr.

## Geschichte
Die Zeitschrift erschien erstmals 1927 im Verlag E. C. Baumann Kulmbach unter dem Titel Anstalts-Bedarf: Offertenblatt für den gesamten Bedarf öffentlicher und privater Heil-, Pflege- und Erholungsanstalten. Im Jahr 1931 wurde sie umbenannt in Anstalts-Umschau. März 1943 kam die letzte Ausgabe im Zweiten Weltkrieg heraus; die Reihe konnte erst im Juni 1949 fortgesetzt werden. Ab der Aprilausgabe 1957 erhielt die Zeitschrift den Titel Krankenhaus Umschau: Zeitschrift für das gesamte Krankenhauswesen. Abgesehen vom Untertitel behielt sie diesen Namen bis März 2008 und wird seitdem unter dem aktuellen Titel geführt. Der herausgebende Verlag wurde 2003 übernommen von der Fränkischer Tag GmbH & Co. KG in Bamberg, die seit 2009 unter dem Namen Mediengruppe Oberfranken firmiert.

## Ökonomische Daten
Mit einer verkauften Auflage von 3.057  Exemplaren ist die KU Gesundheitsmanagement einer der führenden Titel in ihrem Segment. Unmittelbare Wettbewerber sind die Fachzeitschriften f&w - führen und wirtschaften im Krankenhaus aus dem Verlag Bibliomed sowie Das Krankenhaus von Kohlhammer. KU Gesundheitsmanagement wird vor allem im Abonnement verkauft; Einzelartikel stehen aber auch als kostenpflichtige Downloads zur Verfügung. Die Finanzierung erfolgt dual, d. h. durch Anzeigen und Verkaufserlöse. Zur Zielgruppe gehören Führungskräfte im Gesundheitswesen; dazu zählen neben Ärztlichen Direktoren und Pflegedirektoren insbesondere Geschäftsführer, Leiter des Finanz- und Rechnungswesens, Personalchefs sowie Fachkräfte der mittleren Führungsebene, wie Controller, IT-Leiter und technische Leiter aus Krankenhäusern, Fach- und Rehakliniken, medizinischen Versorgungszentren, psychiatrischen Krankenhäusern, Klinikkonzernen und Trägergesellschaften. Zudem wendet sich die Zeitschrift an Universitäten und Studierende aus dem Bereich Gesundheitswirtschaft, an Verbände, Krankenkassen und Wirtschaftsprüfungsgesellschaften.

## Angebotspalette
In der KU Gesundheitsmanagement finden sich neben betriebswirtschaftlichen Themen (Abrechnung und Dokumentation von Leistungen, Finanzierung, Fallpauschale,  Qualitätsmanagement, Controlling, Personalmanagement, Marketing etc.) aktuelle Beiträge aus den Bereichen Gesundheitspolitik und Gesetzgebung, Medizintechnik und IT, weiterhin Projektberichte und Praxisbeispiele sowie der umfangreichste Stellenmarkt unter den Mitbewerbern. Online werden aktuelle Nachrichten aus der Gesundheitswirtschaft und ein wöchentlicher Newsletter angeboten. Den regulären Printausgaben werden in unregelmäßigen Abständen Zusatzhefte beigelegt (KU special); sie beinhalten stets nur ein Thema (Beispiel StudienführerPlus). Ferner erscheinen außerhalb des Abonnements umfangreichere Sonderhefte, beispielsweise zu Änderungen in der Gesetzgebung (Kodierrichtlinien, Fallpauschalenkatalog). Zudem wird ein Adressbuch angeboten, das jährlich aktualisiert wird: die Blaue Datei als Verzeichnis von Krankenhaus-Dienstleistungsunternehmen (Blaue Datei). Zur Angebotspalette gehören weiterhin Fach- und Handbücher mit diversen medizinischen und gesundheitswirtschaftlichen Inhalten. Neben den Printangeboten erscheinen unter der Marke KU Gesundheitsmanagement auch zahlreiche Digitalprodukte: beispielsweise finden sich im KU Archiv alle Ausgaben seit 2008 zur digitalen Recherche und in der E-Paper-App kann die aktuelle Ausgabe des Heftes digital gelesen werden. Seit 2013 richtet der Verlag unter der Marke KU Gesundheitsmanagement zudem Veranstaltungen aus. Der KU Kodierfachkräftekongress richtet sich an Kodierfachkräfte in Krankenhäusern. Im Rahmen des KU Managementkongresses mit wechselnden Schwerpunktthemen werden seit 2015 die KU Awards für herausragende Leistungen im Krankenhausmarketing vergehen. Seit 2019 kann die KU Gesundheitsmanagement für Krankenhäuser im Institutionen-Abonnement bezogen werden. Der Verlag publiziert daneben die Fachzeitschriften Natur-Heilkunde Journal, Onkologie heute und gyne Fachzeitschrift.